# Студія «Квартал 95»
ТОВ «Кварта́л 95» (веде бізнес як «Сту́дія Кварта́л 95») — творче об'єднання, що займається виробництвом шоу-проєктів і розважальних програм російською та українською мовами як продюсерська компанія з офісом у Києві. Студію засновано 2003 року на базі команди КВК «95-й квартал».

## Історія

### КВК

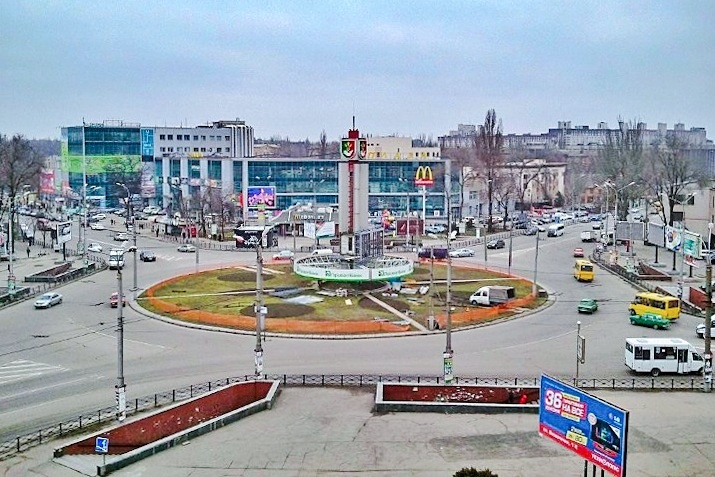
95 квартал — одна з центральних місцевостей Кривого Рогу

У 1997 році в Кривому Розі з'явилася команда КВК «95-й квартал». Деякі її учасники починали діяльність в команді КВК «Запоріжжя — Кривий Ріг — Транзит». Офіційний дебют «95-го кварталу» відбувся 1998 року на фестивалі команд КВК в Сочі.
Після успішного дебюту на них звернув увагу Олександр Масляков, запропонувавши виступати в Вищій лізі КВК. На той момент команда була заявлена як «Команда КВК з Кривого Рогу», але для виступів у Вищій лізі було вирішено придумати для колективу більш яскраве ім'я. Саме тоді вперше з'явилася назва «95-й квартал» — на честь одного з районів Кривого Рогу. Перший сезон у Вищій лізі склався для криворізької команди невдало — вона не змогла подолати перший етап, посівши у чвертьфіналі останнє місце.

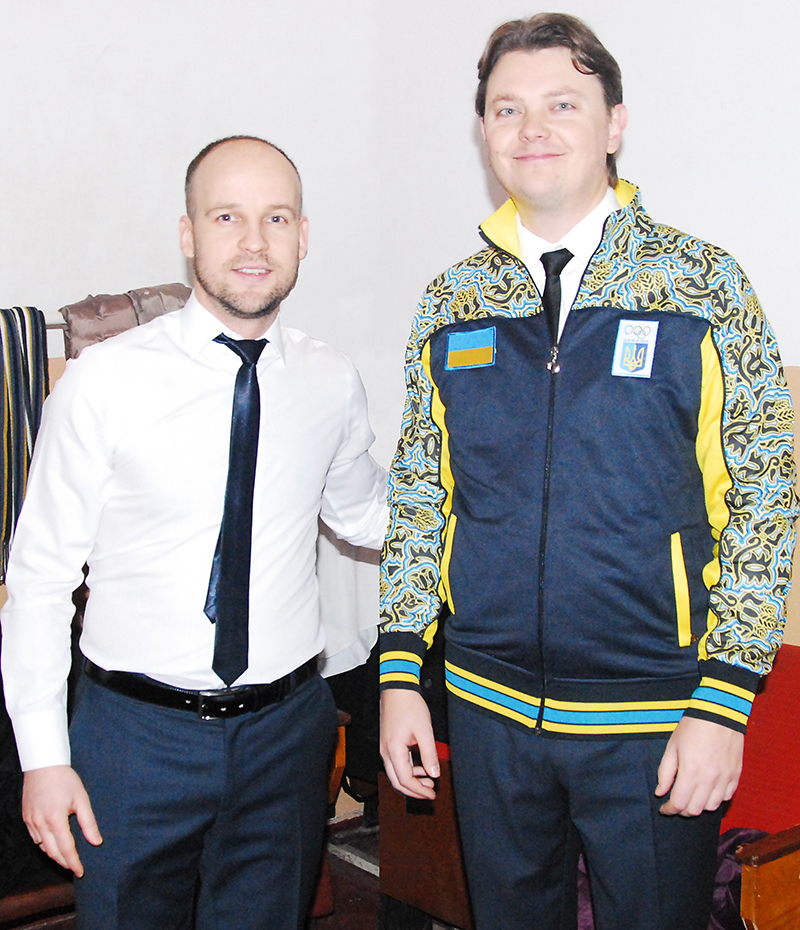
Брати Шумахери (комедійний дует)

Потім три сезони, з 1999 по 2001 рік, команда провела в Українській лізі, яка на той момент вважалася другою лігою Міжнародного союзу КВК. «95-й квартал» тричі добирався до фінальної гри і 2001 року став переможцем Української ліги. Також, в 2000 і 2001 роках команда двічі була удостоєна другого призу — нагороди «КіВіН у світлому» — на музичному фестивалі «Голосящий КиВиН» в Юрмалі.

#### Хронологія подій
- 1997 — заснування команди КВК «95-й квартал» у Кривому Розі
- 1999—2000 — команда двічі удостоєна нагороди «Ківін у світлому».
- 2001 — перемога у Вищій українській лізі КВК.
- 2003 — закінчення кар'єри в КВК та початок власної.

### Студія Квартал 95

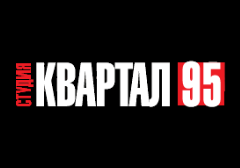
Логотип з 2003 по 2012 рік

У 2003 році учасники команди КВК «95 Квартал» створили компанію студія «Квартал 95». Їх метою було виробництво і популяризація власних телепроєктів і розважальних шоу.
У грудні 2003 року компанія спільно з українським телеканалом «1+1» та російським «СТС» приступили до виробництва циклу з п'ятьох концертів, присвячених святам 2004 року. В результаті в ефір вийшов цикл з 4 концертів: 1) ювілейне шоу «О! П'ять 95!», 2) концерт, присвячений Міжнародному жіночому дню «8 березня», 3) концерт-церемонія вручення премії «Золотий Кавун — 2004», та 4) виїзний літній концерт в Ялті «Таємничий острів».
2004 року на телеканалі «Інтер» стартувала програма «Містер Кук», автором і ведучим якої був Зеленський. На початку 2005 року студія спільно з каналом «Інтер» приступила до виробництва проєкту «Вечірній Квартал».
2006 — на Міжнародному конкурсі ЗМІ студію було нагороджено нагородою України в галузі журналістики «Золоте Перо» в номінації «Найкраща розважальна програма телебачення». Кілька разів поспіль «Квартал» отримує премію «Телетріумф».
З 2007 року в ефірі «Інтера» виходить гумористичний проєкт «Бійцівський клуб». З 2008 в ефір виходить ранкове шоу вихідного дня «Україно, вставай!». У 2010-му студія створює розважальний проєкт «Пороблено в Україні».
2007 — початок роботи над кіновиробництвом. Очолює напрямок режисер і сценарист Андрій Яковлєв, що формує групу «Кіноквартал». Її члени пишуть сценарії до фільмів. Цей колектив брав участь у створенні цілої плеяди наступних фільмів та серіалів.
У 2009 році студія «Квартал 95» відкрила власну дистрибуційну компанію «Квартал Cinema».
У листопаді 2010 року Зеленський стає генеральним продюсером телеканалу «Інтер».
У 2012 році телепроєкти студії починають виходити в ефірі каналу «1+1», а не Інтеру. В 2014 році компанія починає надавати послуги з продажу квитків на концерти та організації гастролей та заходів.
Станом на 2018 рік найуспішнішим серіалом студії є телесеріал «Свати». Серіал став надзвичайно популярним в Росії, його було тричі, в 2012, в 2014 та в 2015 роках номіновано на премію телевізійного фестивалю в Монте-Карло у номінації «Приз міжнародної аудиторії». У 2015 році серед трійки номінантів, на додачу до Сватів, потрапили також телесеріали «Відчайдушні домогосподарки» та «Теорія великого вибуху».

#### Квартал TV/Квартал TV International
У грудні 2015 року стало відомо про наміри групи компаній Film.UA та студії «Квартал 95» запустити спільний телеканал. Тоді заснована Film.ua компанія «Справжні канали», яка навесні 2015 року отримала ліцензії на два телеканали з назвами FilmUAction та FilmUAmour, змінила склад власників: ними стали Сергій Созановський і Віктор Мірський, партнерами яких стали представники студії «Квартал 95» — Володимир Зеленський, Борис Шефір, Сергій Шефір та Андрій Яковлєв. А назву каналу FilmUAction в ліцензії було змінено на Kvartal TV. Однак спільний канал так і не почав мовлення. У червні 2016 року представники «Кварталу 95» вибули зі складу власників ТОВ «Справжні канали». А самому каналу Kvartal TV було повернено назву FilmUAction. На засіданні Нацради з питань телебачення і радіомовлення представники компанії пояснили, що Film.ua і «Квартал 95» не дійшли згоди стосовно спільних умов співпраці, тому шляхи компаній розійшлися.
9 червня 2016 року в організаційно правовій формі товариства з обмеженою відповідальністю було зареєстровано компанію «Квартал ТВ», у спільному володінні директора компанії Сергія Шефіра (12,5 %), Бориса Шефіра (12,5 %), Володимира Зеленського (12,5 %) і Андрія Яковлєва (12,5 %), що представляли студію «Квартал 95» та генерального директора групи 1+1 Media Олександра Ткаченка (16,67 %), фінансового директор групи Ярослава Пахольчука (16,66 %) і Тимура Міндіча (16,67 %), що представляли медіахолдинг 1+1 Media.
21 червня того ж року студія «Квартал 95» і медіагрупа 1+1 Media оголосили про запуск спільного проєкту — супутникового телеканалу «Квартал ТВ». В медіхолдингу заявили, що цей проєкт буде реалізований у межах багаторічного стратегічного партнерства.
20 липня Національна рада з питань телебачення і радіомовлення видала супутникову ліцензію ТОВ «Квартал ТВ» для запуску цілодобового однойменного супутникового телеканалу. Технічне тестування ефіру здійснювалося 1 серпня протягом однієї години.
8 серпня опівночі розважальний гумористичний телеканал розпочав повноцінне мовлення з програмною сіткою, сформованою з проєктів студії. Дистрибуцією та маркетингом телеканалу опікується 1+1 Media, контентом — «Квартал 95», управління каналом здійснюють менеджери обох партнерів.
Після Російського вторгнення в Україну телеканал розпочав трансляцію телевізійного марафону. У червні 2022 року повернувся до свого формату. Російськомовні програми озвучуються українською мовою.
10 серпня Національна рада з питань телебачення та радіомовлення ухвалила рішення про реєстрацію лінійного медіа від ТОВ «Квартал ТВ» — розрахованого на закордонну аудиторію міжнародного розважального телеканалу Квартал TV International, що мовить з супутника SES Astra. Постачальником телекомунікаційних послуг виступає компанія «1+1 Продакшн».
23 вересня 2024 року юридична особа незапущеного телеканалу «Віжн 2», ТОВ «Віжн 2+2» змінила назву на ТОВ «Віжн Квартал ТВ» в цифрової ліцензії на мовлення в MX-7 цифрової етерної мережі DVB-T2, а вже 31 жовтня того же року телеканал Квартал TV розпочав мовлення.

## Інвестори
Першим інвестором студії був криворізький підприємець Андрій Харламов, який допоміг переїхати до Києва й купити житло. В інтерв'ю українському Forbes він пояснив, що його коштом було орендовано Жовтневий палац й оплачено декорації сцени. Спочатку затрати на це окупилися, а згодом проєкти Кварталу стали прибутковими. Відносини з інвестором завершилися 2008 року за взаємною згодою, Харламов тоді продав свою частку компанії.
Іншим інвестором був киянин Олексій Іржаненко, який безкоштовно надав артистам у користування офіс у центрі столиці (на вулиці Перспективна, 3, що належав тоді його СТО «Шкода»). За 2004—2005 рік компанія Іржаненка «АМК» перерахувала на рахунок студії 1,2 млн грн (~300 тис. $ за тодішнім курсом).
З 2005 року одним з інвесторів студії був власник каналу «Інтер» і політик Валерій Хорошковський, 2012 року він продав свою частку олігархові Коломойському.

## Походження назви
Назва команди походить від назви місцевості у Кривому Розі — 95 кварталу. Розташований він на межі Саксаганського району й Металургійного районів, на лівому березі річки Саксагані. Площа 95 кварталу є популярним місцем зустрічей, що обумовлено хорошою транспортною і географічною доступністю.

## Керівництво студії
- Юрій Крапов
- Євген Кошовий
- Олександр Пікалов
- Степан Казанін
- Міка Фаталов
- Юрій Ткач
- Ірина Сопонару
- Володимир Мартинець[13]

### Колишні актори студії
- Володимир Зеленський
- Юрій Корявченков
- Олена Кравець
- Денис Манжосов
- Єгор Крутоголов
- Аркадій Лапухін
- Тетяна Песик
- Ігор Ласточкін

## Фільмографія студії

### Телепрограми
Студія створила такі проєкти:
- телевізійний мюзикл, комедія — Як козаки...
- Неділя з Кварталом
- Легенда
- МАЙDАН'S
- Ранкова пошта
- Попелюшка для Баскова
- Смачна ліга
- 2011 — Розсміши коміка
- Розсміши коміка. Діти
- 2012 — Вечірній Київ
- 2015 — Ліга сміху
- Вгадай ящик
- Вечірній квартал
- Ігри приколів
- Жіночий квартал
- 1+1 вдома. Новий рік (Україна)
- 1+1 вдома. 8 Березня (Україна)
- Де-мократія?
- Improv Live Show
- Байрактар News

### Мультсеріали
Студія розвиває виробництво анімації, створивши компанію «95 Animation Studio». Серед проєктів студії:
- «Казкова Русь»
- Мульти Барбара
- Сватики
- Жужа
- Шмепа — донька нардепа
- Чомуха
- Крихітка Кро

### Телесеріали
- Свати
- Байки Мітяя
- Диво (рус. чудо)
- Небесні родичі
- Шукаю жінку з дитиною
- Між нами дівчатами
- Слуга народу
- Родичі
- Одного разу під Полтавою
- Одного разу в Одесі
- Готель Галіція
- Країна У
- Казки У
- Зірконавти
- Казки У. Кіно
- Серіал-пародія «ШерлоХ»
- Папік
- Сім'я на рік
- Мишоловка для кота
- 100 тисяч хвилин разом
- Дикі
- Дім Бобринських
- Бункер

### Документальний серіал
- Квартал и его команда (2014)[14]

### Повнометражні фільми
- Кохання у великому місті (2009, Росія, Україна)
- Кохання у великому місті-2 (2010, Росія, Україна)
- Службовий роман. Наш час (2011, Росія, Україна)
- Я буду поруч (2012, Росія, Україна)
- Ржевський проти Наполеона (2012, Росія, Україна)
- 8 перших побачень (2012, Росія, Україна)
- Кохання у великому місті-3 (2013, Росія, Україна)
- 8 нових побачень (2015, Росія, Україна)
- 8 кращих побачень (2016, Росія, Україна)
- Слуга народу 2 (2016, Україна)
- Я, Ти, Він, Вона (2018, Україна)
- раша гудбай (2025, Україна)

### Повнометражні анімаційні фільми
- Гуллівер повертається (2020, Україна)

## Скандали

### Побиття «Беркутом» людей на Майдані (2013)
Ірина Геращенко висловилася так:

| Коли сотні тисяч українців вже кілька тижнів протестували проти жорстокого побиття студентів беркутівцями, кандідат Вова зі своїми майбутніми міністрами енергетики реготали, чи можна виробляти електрику від удару кийка беркутівців по майданівцях. Разом з ними, мабуть, радів цим жартам у своєму Межигір'і Янукович з Захарченком. До речі, з них кандидат Вова «сміявся» лагідно, не шаліл. Жартував так, щоб батє сподобалося … На собі теорію про електрику з кийків він ніколи не хотів перевірити. |

### Контроверсійні вислови на музичному фестивалі у Юрмалі (2016)
Виступ Зеленського зі студією «Квартал-95» в латвійській Юрмалі під час фестивалю перед переважно російською публікою з пародійним номером на тогочасного Президента Порошенка, експрезидента Януковича та мера Києва Віталія Кличка викликав різку критику в Україні. У номері він назвав Україну «жебраком», а також «актрисою німецького фільму для дорослих», яка «готова прийняти будь-яку кількість з будь-якого боку». Віталій Портников ствердив, що «Зеленський — породження сучасного вітчизняного „почуття гумору“, низькопробного, позбавленого смаку, міщанського та обмеженого».. До цього студія подавала у Держкіно заявку на підтримку своїх проєктів у розмірі 50 млн. ₴, з яких 15 млн. ₴ на повнометражний фільм за мотивами «Слуги народу», 35 млн. ₴ на мультфільм «Повернення Гуллівера». Після скандалу у Юрмалі вона відмовилась від пітчингу.

### Приховання країни-виробника стрічки «8 кращих побачень» (2016)
Стрічка «8 кращих побачень» є ко-продукцією України та Росії. Хоча на момент виходу стрічки в український прокат студія-виробник стрічки, «Студія Квартал 95», приховали факт ко-продукції України та Росії, та рекламували фільм як нібито виключно українського виробництва.
Держкіно України видало фільму «8 кращих побачень» прокатне посвідчення, у якому країною-виробником була вказана виключно Україна.

### Горіла совість, палала
20 жовтня 2019 року «95 Квартал» разом із хором імені Верьовки випустив скандально відомий номер, де висміювали підпал і пожежу в будинку Гонтаревої.

### Гомофобія (2017)
У січні 2018 року студію «95 Квартал» звинуватили у гомофобії, через один з гумористичних номерів студії на їхньому новорічному концерті, де висміювалися представники ЛГБТ-спільноти. Образливий номер показали в новорічному випуску «Вечірнього Кварталу», який вийшов у ефірі «1+1» 31 грудня 2017 року. Це викликало скандал та обурення серед глядачів 1+1. Згодом студія вилучила відео жарту з публічного доступу та висловила публічне вибачення представникам ЛГБТ-спільноти за цей невдалий жарт, зазначивши що творці «не мали на меті когось образити».

### Дискримінація за мовною та статевою ознаками (2024)
31 грудня 2023 року телеканал «1+1 Україна» показав новорічний випуск «Студії „Квартал 95“». В номері показано розмову на Закарпатті україномовного чоловіка та жінки, що приїхала з тимчасово окупованого росіянами Скадовська і розмовляє, калічачи українську мову при намаганні перейти з російської. Як приклад можна навести діалог, в якому

| на запитання чоловіка-героя «чому раніше не спілкувались українською» героїня-жінка відповідає «ну патаму шо я сіскадовська» (малось на увазі «зі Скадовська»). |
Номер «Студії „Квартал 95“» транслювався каналом «1+1» на всеукраїнську аудиторію.
Євгенія Вірлич, координаторка херсонської мережі «Район.in.ua» та одночасно головна редакторка видання «Кавун.City», подала скаргу до Комісії з журналістської етики, в якій, зокрема, зазначила:

| Прошу шановну комісію про розгляд даної заяви у формі публічного осуду дій каналу «1+1» та «Студії „Квартал 95“» через публічну трансляцію зазначеного номера, який дискримінує мешканців окупованих територій України, зокрема жінок. |
Олександр Яковлєв, мер окупованого Скадовська, так прокоментував скандальний номер:

| Дуже правий був Петлюра, який казав: «Нам не так страшні московські воші, нам страшні українські гниди». Жарти про «сіськи» зі Скадовська, напевно комусь здаються дуже дотепними. Але хай це буде на совісті режисерів. Сподіваюся, у них вистачить сили вибачитися перед українцями. |
В результаті «Студія „Квартал 95“» вибачилась.

| Ми розуміємо суспільне обурення і приносимо вибачення аудиторії, яку зачепив цей номер. Творча команда, яка створювала цей випуск, жодним чином не хотіла образити почуття українців. |
«1+1 Media» запевнила, що скандальний номер буде видалено з відеоматеріалу запису програми «Новорічний вечірній квартал», котрий розмістять на відеохостингу YouTube. Комісія з журналістської етики 5 січня 2024 року оприлюднила заяву, в якій зазначила, що

| лінія між гумором і висміюванням певного явища з одного боку, та дискримінацією і мовою ворожнечі з іншого боку є дуже тонкою |,
а також

| аргументи авторів щодо їх бажання «показати, що ніколи не пізно вчитися говорити українською, навіть якщо ти до цього нею не розмовляв» справді можуть видаватися прийнятними. Втім, гіперболізація мовних особливостей представниці окупованих регіонів видається надмірною і неприродньою, досягаючи рівня «азірівки», що досить чітко має негативну конотацію в українському суспільстві та пов’язується з певним історичним періодом та постатями, діяльність яких призвела до триваючої війни. |

### Використання чужого контенту без дозволу (2025)
13 травня 2025 року українська рок-група Zwyntar у Facebook заявила, що учасники студії "Квартал 95" без дозволу використали фрагмент їхньої композиції "Мексиканець" у своєму шоу. Після розголосу музиканти заявили, що студія "Квартал 95" видалила їхню пісню зі свого відео, але не стала коментувати ситуації. Вибачень артисти також не дістали.

## У структурах влади
5 квітня 2019 року Володимир Зеленський у спецрепортажі «Вперед, на Банкову!» програми «Схеми: корупція в деталях» (спільного проєкту телеканалу «UA: Перший» і Радіо «Свобода») на запитання журналіста, між ким Зеленський у разі перемоги на виборах розподілить державні посади, що перебувають у сфері впливу президента України, відповів:

| «Не переймайтеся. Кумівства у нас не буде.» |
За інформацією, котру 15 квітня 2020 року оприлюднив Комітет виборців України,

| «Упродовж першого року президентства В. Зеленського понад 30 осіб, які раніше працювали в структурах „Студії Квартал 95“, її дочірніх організаціях, надавали послуги компанії, співпрацювали із В. Зеленським на професійній основі, були знайомими, друзями, родичами В. Зеленського чи його оточення отримали державні посади. Із них 12 безпосередньо працювали в „Студії Квартал 95“.» |
При цьому Комітетом виборців України були названі конкретні люди, а саме:
1. Сергій Трофімов — перший заступник Глави Адміністрації (Керівника Офісу) Президента України[43], раніше — виконавчий продюсер Студії «Квартал 95»;
2. Юрій Костюк —заступник Глави Адміністрації (Керівника Офісу) Президента України, сценарист та автор Студії «Квартал 95», креативний продюсер серіалу «Слуга Народу»;
3. Сергій Шефір — перший помічник Президента Зеленського, раніше — сценарист, продюсер та директор Студії «Квартал 95»;
4. Ірина Побєдоносцева — Генеральний директор Директорату з питань інформаційної політики Офісу Президента України[44], раніше (за даними ЗМІ) — директорка з розвитку Студії «Квартал 95»;
5. Іван Баканов — голова Служби безпеки України, раніше — юрист та керівник Студії «Квартал 95»;
6. Сергій Сивохо — з 21 жовтня 2019 року по березень 2020 року був радником секретаря Ради національної безпеки і оборони України Олексія Данілова з питань реінтеграції і відновлення Донбасу, креативний продюсер Студії «Квартал 95»;
7. Тетяна Руденко — член Національної ради України з питань телебачення і радіомовлення[45], раніше — керівник прес-служби Студії «Квартал 95»;
8. Юрій Корявченков — Народний депутат України 9-го скликання від партії «Слуга народу», раніше — актор «Юзік» та адміністративний директор Студії «Квартал 95»;
9. Олександр Кабанов — Народний депутат України 9-го скликання від партії «Слуга народу», раніше — сценарист ТОВ «Квартал 95»;
10. Максим Ткаченко — Народний депутат України 9-го скликання від партії «Слуга народу», керівник ТОВ «Квартал-Концерт» — дочірньої компанії Студії «Квартал 95»;
11. Олександр Качура — Народний депутат України 9-го скликання від партії «Слуга народу», позаштатний радник Керівника Офісу президента України Зеленського, раніше був адвокатом партії «Слуга Народу» та Студії «Квартал 95»;
12. Олена Хоменко — Народна депутатка України 9-го скликання від партії «Слуга народу», директорка з управління та розвитку цифрових продуктів ТОВ «Квартал 95»;
13. Ольга Руденко — Народна депутатка України 9-го скликання від партії «Слуга народу», менеджерка з маркетингових комунікацій, спеціалістка зі зв'язків з громадськістю ТОВ «Квартал 95».